# Aleksander Idzik
Aleksander Józef Idzik (ur. 31 marca 1893, zm. 10 lipca 1965) – podpułkownik piechoty Wojska Polskiego i Polskich Sił Zbrojnych, kawaler Orderu Virtuti Militari. W 1957 został awansowany do stopnia pułkownika przez władze emigracyjne.

## Życiorys
Był synem Pawła. Po odzyskaniu przez Polskę niepodległości został przyjęty do Wojska Polskiego. Uczestniczył w wojnie polsko-bolszewickiej w szeregach 11 pułku piechoty, za swoje czyny wojenne otrzymał Order Virtuti Militari. Został awansowany do stopnia kapitana piechoty ze starszeństwem z dniem 1 czerwca 1919, a później do stopnia majora piechoty ze starszeństwem z dniem 1 stycznia 1928. Służył w 25 pułku piechoty w Piotrkowie. W kwietniu 1928 został wyznaczony na stanowisko dowódcy I batalionu. W grudniu 1929 został przeniesiony do Państwowego Urzędu Wychowania Fizycznego i Przysposobienia Wojskowego w Warszawie. W grudniu 1932 został przeniesiony do 4 Pułku Strzelców Podhalańskich w Cieszynie na stanowisko dowódcy batalionu. W kwietniu 1934 został przesunięty na stanowisko kwatermistrza. Następnie został przeniesiony do 4 pułku piechoty Legionów w Kielcach na stanowisko I zastępcy dowódcy pułku. Na stopień podpułkownika został mianowany ze starszeństwem z 19 marca 1938 i 19. lokatą w korpusie oficerów piechoty.
Po wybuchu II wojny światowej uczestniczył w kampanii wrześniowej jako dowódca 154 pułku piechoty w składzie 45 Dywizji Piechoty i Grupy „Kielce”. Później został żołnierzem Polskich Sił Zbrojnych w ZSRR, wyznaczony na dowódcę 20 pułku piechoty w składzie 7 Dywizji Piechoty, jednostki organizowanej od września 1941, jednak nie sformowanej w tym czasie. Został oficerem Polskich Sił Zbrojnych. Po przesunięciu 20 pułku piechoty do 8 Dywizji Piechoty dowodził nim w czasie ewakuacji do Wielkiej Brytanii, w tym podczas pobytu na kwarantannie w Południowej Afryce latem 1942, gdy żołnierze polscy przebywając w Pietermaritzburgu zaskarbili sobie sympatię miejscowej ludności.
Pozostał na emigracji w Wielkiej Brytanii. W 1959 wydał broszurę pt. Czterdziestolecie 20-go pułku piechoty Ziemi Krakowskiej, w której opisał historię jednostki od sformowania w 1941. Był członkiem Kapituły Krzyża Orderu Wojennego Virtuti Militari, powołany 7 marca 1960. W 1957 roku został awansowany na pułkownika w korpusie oficerów piechoty. Był autorem pracy pt. Czwarty pułk piechoty 1806-1966. Działał przy budowie pomników powstańców listopadowych w Portsmouth. 
Był żonaty. Miał syna i córkę. Zmarł 10 lipca 1965 w Londynie. Został pochowany na cmentarzu Putney Vale w londyńskiej dzielnicy Roehampton.

## Ordery i odznaczenia
- Krzyż Srebrny Orderu Wojskowego Virtuti Militari[17] nr 4455[18]
- Krzyż Komandorski Orderu Odrodzenia Polski[18]
- Krzyż Walecznych – czterokrotnie[18]
- Złoty Krzyż Zasługi (24 maja 1929)[24][17]
- Medal Pamiątkowy za Wojnę 1918–1921[25]
- Medal Dziesięciolecia Odzyskanej Niepodległości[25]